# 7-Déshydrocholestérol
Le 7-déshydrocholestérol est un stérol présent comme précurseur du cholestérol dans le plasma sanguin et converti par photolyse en vitamine D3 dans la peau, jouant ainsi également le rôle de provitamine D3. Dans la peau, les concentrations les plus élevées en 7-déshydrocholestérol se rencontrent dans le stratum germinativum et le stratum spinosum de l'épiderme, couches dans lesquelles la production de cette molécule est la plus élevée, sous l'effet des UVB nécessaires à sa synthèse, plus précisément des longueurs d'onde comprises entre 270  et   290 nm : les effets bénéfiques d'une exposition au soleil sont directement liés à la sécrétion de cette vitamine, qui joue un rôle régulateur dans le métabolisme du calcium (lui-même indispensable au bon fonctionnement du système nerveux et à la bonne santé des os) et intervient aussi bien dans le système immunitaire, la division cellulaire (mitose), la biosynthèse de l'insuline (régulation de la glycémie) et la pression artérielle.
Le 7-déshydrocholestérol est également présent dans le lait de certains mammifères.